# بولا بلاكتون
بولا بلاكتون (بالإنجليزية: Paula Blackton)‏ (1 أغسطس 1881 - 27 مارس 1930) ممثلة ومخرجة سينمائية أمريكية.

## وفاتها
توفيت بولا بلاكتون في 27 مارس 1930 بعد معاناة مع مرض السرطان ودفنت في مقبرة هوليوود للأبد.

## روابط خارجية
- بولا بلاكتون على موقع IMDb (الإنجليزية)
- بولا بلاكتون على موقع كينوبويسك (الروسية)
- Paula Blackton نسخة محفوظة 23 يونيو 2019 على موقع واي باك مشين. at Women Film Pioneers Project